# Nikołaj Goriuszkin
Nikołaj Iwanowicz Goriuszkin (ros. Николай Иванович Горюшкин, ur. 18 listopada?/1 grudnia 1915 w Szarapkinie, zm. 12 listopada 1945 w Moskwie) – radziecki dowódca wojskowy narodowości rosyjskiej, major piechoty Armii Czerwonej, Bohater Związku Radzieckiego (1944, 1945).

## Życiorys
Urodził się w rodzinie robotniczej we wsi Szarapkino (obecnie Dołżańsk na Ukrainie) w obwodzie ługańskim. Służbę w Armii Czerwonej rozpoczął w 1937 roku. W roku 1941 ukończył uczelnię wojskową i trafił na front wojny niemiecko-radzieckiej, gdzie dowodził plutonem, kompanią i batalionem. W 1943 roku wstąpił do WKP(b).
W czasie forsowania Dniepru kompania pod dowództwem por. Goriuszkina jako pierwsza w pułku przeprawiła się na zachodni brzeg rzeki w pobliżu wsi Grigorowka Kamieńska, gdzie utworzyła przyczółek broniony aż do czasu dotarcia głównych sił.
Za walki nad Dnieprem, uchwałą Rady Najwyższej ZSRR, 10 grudnia 1944 roku został odznaczony Orderem Lenina i medalem „Złota Gwiazda” Bohatera Związku Radzieckiego (№ 2125).
16 stycznia 1945 roku brał udział w walkach o Częstochowę. 23 stycznia, w czasie operacji wiślańsko-odrzańskiej, dowodzony przez kpt. Goriuszkina batalion zdobył ważny przyczółek w pobliżu Groszowic (obecnie część Opola), co umożliwiło przeprawienie się czołgom. Za ten czyn został 10 kwietnia roku ponownie odznaczony medalem „Złota Gwiazda” i został zastępcą dowódcy 22. Zmotoryzowanej Brygady Gwardii.
Po zakończeniu wojny trafił na kursy Akademii Wojennej im. M. Frunzego w Moskwie, gdzie zmarł tragicznie 12 listopada 1945 roku po upadku ze schodów. Pochowany został w rodzinnym Swerdłowśku.

## Odznaczenia
- Medal „Złota Gwiazda” Bohatera Związku Radzieckiego – dwukrotnie
- Order Lenina
- Order Czerwonego Sztandaru – dwukrotnie
- Order Aleksandra Newskiego
- Medal „Za zwycięstwo nad Niemcami w Wielkiej Wojnie Ojczyźnianej 1941–1945”
- Medal „Za zdobycie Berlina”
- Medal „Za wyzwolenie Pragi”